# Lawrence Alloway
Lawrence Reginald Alloway (Londra, 17 settembre 1926 – New York, 2 gennaio 1990) è stato un critico d'arte inglese, alla fine degli anni cinquanta ha coniato il termine pop art per indicare che l'arte si basa sulla cultura popolare.

## L'esordio e la pop art
È nato il 17 settembre 1926 a Londra. Dopo aver esordito scrivendo recensioni artistiche per la rivista Art News and Reviews, Alloway fu un sostenitore del gruppo degli artisti costruttivisti inglesi (Robert Adams, Terry Frost, Adrian Heath, Anthony Hill, Roger Hilton, Kenneth Martin, Mary Martin, Victor Pasmore e William Scott) emersi dopo la Seconda guerra mondiale per aver scritto il libro Nove artisti astratti che parlava di loro stessi.
La teoria di Alloway sull'arte che riflette i materiali concreti della vita moderna aprì la strada a un interesse su mass media e consumismo. Alloway era un componente dell'Independent Group e tenne alcune conferenze sulla sua teoria di una linea circolare fra l'arte culturale bassa e alta. Dal 1955 al 1960 fu vicedirettore dell'Institute of Contemporary Arts di Londra, organizzando due esposizioni sull'arte americana. Nel 1956 contribuì all'organizzazione della mostra This is tomorrow e recensì quell'esposizione e altri lavori che aveva visto in un viaggio negli Stati Uniti in  un articolo pubblicato nel 1958 nel quale veniva usata per la prima volta l'espressione Pop art.
Nel 1961 in occasione della mostra "The Art of Assemblage", tenutasi al Museum of Modern Art di New York aveva coniato il termine Junk Art.
È morto il 2 gennaio 1990 a New York.

## L'esperienza a New York
Nel 1961 Alloway si trasferì a New York con la moglie, la pittrice realista Sylvia Sleigh, e fu nominato curatore del museo Guggenheim, attraverso il quale sostenne artisti pop come Roy Lichtenstein, Claus Oldenberg e Andy Warhol. Negli anni settanta scrisse per The Nation e Artforum e tenne alcune conferenze alla State University di New York.